# József Szájer
Dans le nom hongrois Szájer József, le nom de famille précède le prénom, mais cet article utilise l’ordre habituel en français József Szájer, où le prénom précède le nom.
József Szájer, né le 7 septembre 1961 à Sopron, est un homme politique hongrois. Membre-fondateur du parti Fidesz, il est député européen de 2004 à 2020.

## Biographie

### Études et famille
József Szájer étudie à la faculté de sciences politiques et de droit de l'université Loránd Eötvös, à Budapest. Diplômé en 1986, il travaille ensuite comme enseignant dans cette même université.
De 1985 à 1989, il est président de la Société hongroise d'Oxford[réf. souhaitée].
En 1996, il réussit l'examen du barreau[réf. nécessaire].
Il se marie en 1983 à Tünde Handó, présidente du greffe du tribunal national hongrois. Ils ont ensemble une fille, Fanni[réf. souhaitée]. 

### Député européen

#### Élection
Observateur au Parlement européen en 2003, il devient député européen le 1er mai 2004 à la suite de l'adhésion de son pays à l'Union européenne. Il est réélu lors des élections européennes de 2004, 2009, 2014 et 2019.

#### Exercice du mandat
Il siège au sein du groupe du Parti populaire européen, dont il est vice-président entre 2004 et 2019. Il a été membre de la commission des affaires constitutionnelles puis de la commission des affaires juridiques.
Il est également membre fondateur de Szabadság kör (2007), signataire de la Déclaration de Prague sur la conscience européenne et le communisme.
À partir de février 2011, en tant que président du comité constitutionnel, Szájer joue un rôle clé dans la rédaction de la nouvelle Constitution de la Hongrie (Loi fondamentale). Il est en même temps président du Comité consultatif national, qui a sondé la population hongroise sur les aspects individuels de la nouvelle constitution en utilisant des questionnaires. La nouvelle constitution n'est finalement votée que par les membres du Fidesz, et est critiquée comme étant un signe de la dérive autoritaire du Premier ministre conservateur Viktor Orbán.

#### Démission
Le 29 novembre 2020, József Szájer annonce sa démission du Parlement européen (effective le 31 décembre 2020), invoquant des raisons personnelles,. Quelques jours plus tard, la presse révèle que l'avant-veille de cette démission, un certain « S. J. », diplomate né en 1961, a participé à une orgie sexuelle gay impliquant environ vingt personnes dans un appartement de Bruxelles,. La police belge, qui a interrompu cette soirée pour violation des règles sanitaires relatives à la pandémie de Covid-19, note la présence de stupéfiants. Le 1er décembre, József Szájer reconnaît avoir participé à cette soirée. Il nie cependant toute consommation de drogue, bien que de l'ecstasy ait été retrouvée dans son sac alors qu'il tentait de prendre la fuite, expliquant que les produits y auraient été glissés à son insu,.
Pour certains médias et opposants politiques, cette affaire de mœurs serait une preuve d'hypocrisie de la part de József Szájer. Ce dernier est en effet l'architecte de la constitution hongroise de 2011, qualifiée par Human Rights Watch de « discriminatoire envers les personnes LGBT »,,,,.
La Hongrie accuse des pays étrangers d'avoir organisé ce scandale pour déstabiliser la Hongrie qui négocie le budget européen,. Le Comité de sécurité nationale hongrois devra enquêter pour savoir si le scandale n'a pas été monté par les services secrets allemands.
L'artiste d'art urbain italien Laika représente sur une fresque dans la via San Giovanni in Laterano, le quartier gay » de Rome, József Szájer vêtu d'un harnais, le bras gauche tatoué du symbole national hongrois, orné des couleurs du drapeau arc-en-ciel, en arrière-plan, le symbole du Fidesz, et les « compagnons d'aventures » du député européen. L'artiste déclare que son intention est son rêve d'un monde où, l'on pourrait vivre sa sexualité librement sans avoir à la cacher à son propre parti politique,.

## Distinctions
- Chevalier de l'ordre de Saint-Michel et Saint-Georges (2000)[23],[24].
- Citoyen d'honneur de la ville de Sopron (2010)[25].
- Prix Petőfi (en) (2019)[26].